# Aphetea parvula
Aphetea parvula är en insektsart som beskrevs av Fabricius. Aphetea parvula ingår i släktet Aphetea och familjen hornstritar. Inga underarter finns listade i Catalogue of Life.